# Bernhard Lehmann
Bernhard Lehmann (Großräschen, 11 november 1948) is een voormalig Oost-Duits bobsleepiloot en remmer. Lehmann won als remmer van Meinhard Nehmer de gouden medaille tijdens de Olympische Winterspelen van 1976. Lehmann werd daarna bobsleepiloot en won de zilveren medaille tijdens de wereldkampioenschappen bobsleeën 1982. Lehmann won tijdens de Olympische Winterspelen van 1984 zowel in de twee- als de viermansbob de zilveren medaille. Een jaar later werd Lehmann in Cervinia wereldkampioen in de viermansbob. Tijdens Lehmanns derde Olympische Winterspelen de editie van Calgary won hij de bronzen medaille in de tweemansbob.

## Resultaten
- Olympische Winterspelen 1976 in Innsbruck  in de viermansbob
- Wereldkampioenschappen bobsleeën 1982 in Sainkt Moritz  in de viermansbob
- Olympische Winterspelen 1984 in Sarajevo  in de tweemansbob
- Olympische Winterspelen 1984 in Sarajevo  in de viermansbob
- Wereldkampioenschappen bobsleeën 1985 in Cervinia  in de viermansbob
- Olympische Winterspelen 1988 in Calgary  in de tweemansbob

1924: Scherrer / Neveu / A.Schläppi / H.Schläppi ·
1928: Fiske / Tucker / Mason / Gray / Parke ·
1932: Fiske / Eagan / Gray / O'Brien ·
1936: Musy / Gartmann / Bouvier / Beerli ·
1948: Tyler / Martin / Rimkus / D'Amico ·
1952: Ostler / Kuhn / Nieberl / Kemser ·
1956: Kapus / Diener / Alt / Angst ·
1964: V.Emery / Kirby / Anakin / J.Emery ·
1968: Monti / De Paolis / Zandonella / Armano ·
1972: Wicki / Leutenegger / Camichel / Hubacher ·
1976: Nehmer / Babock / Germeshausen / Lehmann ·
1980: Nehmer / Musiol / Germeshausen / Gerhardt ·
1984: Hoppe / Wetzig / Schauerhammer / Kirchner ·
1988: Fasser / Meier / Fässler / Stocker ·
1992: Appelt / Schroll / Winkler / Haidacher ·
1994: Czudaj / Brannasch / Hampel / Szelig ·
1998: Langen / Zimmermann / Jakobs / Hampel ·
2002: Lange / Kühn / Kuske / Embach ·
2006: Lange / Hoppe / Kuske / Putze ·
2010: Holcomb / Mesler / Tomasevicz / Olsen ·
2014: Melbārdis / Dreiškens / Vilkaste / Strenga  ·
2018: Friedrich / Bauer / Grothkopp / Margis   ·
2022: Friedrich / Margis / Bauer / Schüller